# Stenus pacificus
Stenus pacificus är en skalbaggsart som beskrevs av Thomas Casey. Stenus pacificus ingår i släktet Stenus och familjen kortvingar. Inga underarter finns listade i Catalogue of Life.